# زباله‌شناسی
زباله‌شناسی (به انگلیسی: Garbology) مطالعه زباله‌های سنتی و مدرن و همچنین استفاده از سطل زباله، فشرده‌کننده و انواع مختلف آستر سطل زباله است. به عنوان یک رشته آکادمیک در دانشگاه آریزونا پیشگام شد و مدتها توسط ویلیام راثی هدایت شد. این پروژه در سال ۱۹۷۳ آغاز شد و از ایده دو دانش‌آموز برای یک پروژه کلاس درس ریشه گرفت. منبع اصلی اطلاعات دربارهٔ سرشت و الگوهای در حال دگرگونی و تغییر در زباله‌های مدرن و در نتیجه جامعه بشری است.